# کلاهک گازی
کلاهک گازی (انگلیسی: Gas Cap) در صورتی که در یک مخزن نفتی هر سه سیال آب، نفت و گاز وجود داشته باشد، ترتیب قرار گرفتن سیالات درون مخزن به گونه‌ای است که از پایین به بالا ابتدا آب، بعد نفت و سپس گاز قرار می‌گیرد. به سازندی که در آن ذخایر گاز طبیعی قرار دارد، سازند گازی و به سازندهای دیگر، سازندهای نفتی-گازی می‌گویند. به بخش بالایی مخزن که حد فاصل میان پوشش سنگ بستر و سطح تماس نفت و گاز است، کلاهک گازی مخزن نفتی می‌گویند. برخی از مخازن هیدروکربوری فاقد کلاهک گازی، برخی دیگر فاقد بخش آب‌ده هستند و برخی نیز فاقد هر دوی آن‌ها می‌باشند.